# Halobatrachus didactylus
El pez sapo, a veces llamado sapo lusitánico (Halobatrachus didactylus), es la única especie del género Halobatrachus, un pez marino de la familia de los batracoídidos, distribuido por la costa atlántica de África y el Mediterráneo occidental.

## Morfología
La forma del cuerpo es similar a las demás especies de este orden, con una longitud máxima descrita de 50 cm. Posee numerosos radios blandos en las largas aletas dorsal y anal, sin espinas, mientras que la aleta caudal es redondeada.

## Hábitat y biología
Vive en aguas marinas subtropicales a escasa profundidad, entre los 10 m y 50 m. Aunque son fundamentalmente marinos, se ha descrito su presencia remontando los ríos de Gambia.
Tienen hábitos de vida sedentarios sobre la arena blanda o el barro, a menudo parcialmente enterrados en la arena o escondidos en grietas de las rocas -solitario en aguas profundas-, donde se alimenta de crustáceos, moluscos y pequeños peces. Las hembras depositan los huevos, que son sufientemente grandes, los cuales son después guardados por los machos.

## Relación con los humanos
Está catalogado como pez peligroso para los nadadores, por su veneno. Es pescado para su comercialización, aunque con escaso valor en el mercado.